# The Journal of Sex Research
The Journal of Sex Research – recenzowane czasopismo naukowe publikujące artykuły z dziedziny seksuologii. Istnieje od 1965 roku i jest oficjalnym czasopismem Society for the Scientific Study of Sexuality. 
Na łamach czasopisma ukazują się:
- badania empiryczne,
- prace przeglądowe,
- teoretyczne eseje,
- recenzje książek,
- prace metodologiczne,
- artykuły historyczne,
- publikacje dydaktyczne,
- zwięzłe raporty,
- komentarze,
- listy do redakcji.

Impact factor periodyku za rok 2015 wyniósł 2,862, co uplasowało go na:
- 2. miejscu wśród 95 czasopism w kategorii „interdyscyplinarne nauki społeczne”,
- 24. miejscu wśród 122 czasopism w kategorii „psychologia kliniczna”.

Na polskiej liście czasopism punktowanych przez Ministerstwo Nauki i Szkolnictwa Wyższego z 2015 roku „The Journal of Sex Research” przyznano 40 punktów.